# Drosera derbyensis
Drosera derbyensis là một loài thực vật ăn thịt thuộc chi Gọng vó, họ Droseraceae
Loài này là loài đặc hữu của Tây Úc. Lá dựng đứng hoặc bán thẳng của loài cây này lá được sắp xếp trong một dạng hoa hồng với một hoặc nhiều hình hoa hồng vươn lên từ cổ rễ. Các cuống dạng mác ngược rất sít, rộng 0,8-1,0 mm ở đầu gần và rộng 1,3-1,7 mm ở đỉnh, thu hẹp tới 0,5-0,7 mm ở đáy tầng. Các cuống lá thường xuyên dài 35–45 mm khi cây này ra hoa và được bao phủ trong lớp màng lông trắng không phải hình cây. Các lá phiến lá côn trùng bẫy là vòng tròn và ngắn hơn nhiều so với cuống lá chỉ có đường kính 2–3 mm. Bề mặt phiến hướng trục được bao phủ trong tuyến bẫy côn trùng. Mỗi hoa nhỏ có 1-4 cụm hoa chùm dài 25–35 cm (10–14 in). Mỗi cụm hoa mang 30-50 hoa màu trắng, nở từ tháng 3 đến tháng 6. Các phần trên của thân trụ và bề mặt xa trục của đài hoa được bao phủ bởi lông không đuôi gai trắng len. Rễ xơ. Drosera Derbyensis mọc trong đất cát trong các kênh tháo lũ hoặc mỏm đá gần từ Derby đến Beverley Springs ở vùng Kimberley.